# ويليام كلارك (سياسي أمريكي)
ويليام كلارك (بالإنجليزية: William Clark)‏ هو سياسي أمريكي، ولد في 25 يونيو 1811، وتوفي في 28 مايو 1885. حزبياً، نشط في الحزب الجمهوري. وقد انتخب عضو جمعية ولاية نيويورك وانتخب عضو مجلس ولاية نيويورك.